# Лорен Гіббс
Лорен Гіббс (нім. Lauren Gibbs; нар. 1983) — американська бобслеїстка, олімпійська медалістка. 
Срібну олімпійську медаль Гіббс виборола на Пхьончханській олімпіаді 2018 року в змаганнях на бобах-двійках. Її була Елана Меєрс Тейлор.

## Зовнішні посилання
- Досьє на сайті IBSF [Архівовано 18 березня 2018 у Wayback Machine.]

## Виноски
1. ↑  Two-woman results (PDF). Архів оригіналу (PDF) за 21 лютого 2018. Процитовано 18 березня 2018.